# EFA Champions Cup der Frauen 2022
Der EFA Champions Cup 2022 der Frauen im Faustball auf dem Feld fand am 12. und 13. August 2022 in Widnau statt. Zum ersten Mal wurde der Champions Cup auf dem Feld in Widnau ausgetragen. Titelverteidiger war der TV Jahn Schneverdingen, der im Vorjahr den Ahlhorner SV im Endspiel mit 3:1 besiegte.
TV Jahn Schneverdingen konnte den Titel mit einem 3:2-Finalsieg gegen ASKÖ Seekirchen erfolgreich verteidigen.

## Teilnehmer
Acht Mannschaften aus den drei führenden Faustball-Ländern der EFA nehmen am Champions Cup teil:
 Deutschland
- TV Jahn Schneverdingen
- TSV Dennach
- TSV Calw

 Österreich
- Union Nussbach
- ASKÖ Seekirchen

 Schweiz
- Faustball Neuendorf
- TSV Jona
- SVD Diepoldsau-Schmitter

## Spielplan
Die acht teilnehmenden Teams spielen in zwei 4er-Gruppen die Halbfinalisten aus, anschließend werden in zwei Halbfinalen die Finalisten ermittelt. In der Vorrunde wird auf zwei Gewinnsätze gespielt, bei den Kreuz- und Platzspielen auf drei.

### Vorrunde

#### Gruppe A
| Fr., 12. August 2022 |   |           |                        |   |                     |                        |
| 1                    | 1 | 12:15 Uhr | TV Jahn Schneverdingen | – | ASKÖ Seekirchen     | 2:0 (15:14, 12:10)     |
| 4                    | 4 | 12:15 Uhr | TSV Jona               | – | Faustball Neuendorf | 1:2 (9:11, 11:2, 7:11) |
| 9                    | 1 | 14:15 Uhr | TV Jahn Schneverdingen | – | TSV Jona            | 2:0 (11:7, 14:12)      |
| 12                   | 4 | 14:15 Uhr | ASKÖ Seekirchen        | – | Faustball Neuendorf | 2:0 (11:9, 11:6)       |
| 17                   | 1 | 16:15 Uhr | TV Jahn Schneverdingen | – | Faustball Neuendorf | 2:0 (11:7, 11:3)       |
| 20                   | 4 | 16:15 Uhr | ASKÖ Seekirchen        | – | TSV Jona            | 2:0 (11:4, 11:3)       |

| Pl. | Team                   | Sp. | Sätze | Ballverh. | Pkt. |
| --- | ---------------------- | --- | ----- | --------- | ---- |
| 1   | TV Jahn Schneverdingen | 3   | 6:0   | 74:53     | 6    |
| 2   | ASKÖ Seekirchen        | 3   | 4:2   | 68:49     | 4    |
| 3   | Faustball Neuendorf    | 3   | 2:5   | 49:71     | 2    |
| 4   | TSV Jona               | 3   | 1:6   | 53:71     | 0    |

#### Gruppe B
| Fr., 12. August 2022 |   |           |                          |   |                          |                         |
| 5                    | 1 | 13:15 Uhr | TSV Dennach              | – | TSV Calw                 | 1:2 (12:10, 9:11, 9:11) |
| 8                    | 4 | 13:15 Uhr | SVD Diepoldsau-Schmitter | – | Union Nussbach           | 1:2 (11:7, 9:11, 14:15) |
| 13                   | 1 | 15:15 Uhr | TSV Dennach              | – | SVD Diepoldsau-Schmitter | 2:1 (9:11, 12:10, 11:7) |
| 16                   | 4 | 15:15 Uhr | TSV Calw                 | – | Union Nussbach           | 2:1 (14:12, 9:11, 11:6) |
| 21                   | 1 | 17:15 Uhr | TSV Dennach              | – | Union Nussbach           | 2:0 (11:5, 11:3)        |
| 23                   | 4 | 17:15 Uhr | TSV Calw                 | – | SVD Diepoldsau-Schmitter | 2:0 (11:4, 11:8)        |

| Pl. | Team                     | Sp. | Sätze | Ballverh. | Pkt. |
| --- | ------------------------ | --- | ----- | --------- | ---- |
| 1   | TSV Calw                 | 3   | 6:2   | 88:71     | 6    |
| 2   | TSV Dennach              | 3   | 5:3   | 84:68     | 4    |
| 3   | Union Nussbach           | 3   | 3:5   | 70:90     | 2    |
| 4   | SVD Diepoldsau-Schmitter | 3   | 2:6   | 74:87     | 0    |

### Zwischenrunde

#### Platz 5–8
| Sa., 13. August 2022 |   |           |                     |   |                          |                         |
| 28                   | 4 | 10:00 Uhr | Union Nussbach      | – | TSV Jona                 | 3:0 (11:5, 11:6, 15:14) |
| 32                   | 4 | 11:30 Uhr | Faustball Neuendorf | – | SVD Diepoldsau-Schmitter | 0:3 (5:11, 5:11, 6:11)  |

#### Halbfinale
| Sa., 13. August 2022 |   |           |                        |   |                 |                                 |
| 25                   | 1 | 10:00 Uhr | TSV Calw               | – | ASKÖ Seekirchen | 0:3 (7:11, 9:11, 7:11)          |
| 29                   | 1 | 11:30 Uhr | TV Jahn Schneverdingen | – | TSV Dennach     | 3:1 (11:7, 11:13, 13:11, 12:10) |

### Finalrunde
Spiel um Platz 7 
| Sa., 13. August 2022 |   |           |          |   |                     |                         |
| 36                   | 4 | 13:00 Uhr | TSV Jona | – | Faustball Neuendorf | 3:0 (11:4, 11:2, 13:11) |

 Spiel um Platz 5 
| Sa., 13. August 2022 |   |           |                |   |                          |                        |
| 33                   | 1 | 13:00 Uhr | Union Nussbach | – | SVD Diepoldsau-Schmitter | 0:3 (9:11, 6:11, 4:11) |

 Spiel um Platz 3 
| Sa., 13. August 2022 |   |           |          |   |             |                                     |
| 37                   | 1 | 14:30 Uhr | TSV Calw | – | TSV Dennach | 3:2 (11:8, 3:11, 4:11, 11:7, 12:10) |

 Finale 
| Sa., 13. August 2022 |   |           |                 |   |                        |                                      |
| 39                   | 1 | 17:30 Uhr | ASKÖ Seekirchen | – | TV Jahn Schneverdingen | 2:3 (6:11, 11:8, 6:11, 14:12, 11:13) |

## Endergebnis
| Platz | Land                     |
| ----- | ------------------------ |
| 1.    | TV Jahn Schneverdingen   |
| 2.    | ASKÖ Seekirchen          |
| 3.    | TSV Calw                 |
| 4.    | TSV Dennach              |
| 5.    | SVD Diepoldsau-Schmitter |
| 6.    | Union Nussbach           |
| 7.    | TSV Jona                 |
| 8.    | Faustball Neuendorf      |